# 3.15.20
Albums de Childish Gambino
Summer Pack (EP)
(2018) Atavista
(2024)
3.15.20 est le quatrième album studio du rappeur américain Donald Glover, sous son nom de scène Childish Gambino. Il est initialement mis en ligne sur le site donaldgloverpresents.com le 15 mars 2020, avant d'être retiré 12 heures plus tard. Après un compte à rebours, il est mis à la disposition des services de streaming et de téléchargement sous le titre 3.15.20 le 22 mars 2020. L'album est appelé indifféremment 3.15.20et Donald Glover Presents. L'album comprend des contributions d'Ariana Grande, de Kadhja Bonet, de 21 Savage et d'Ink. Glover produit l'album avec plusieurs collaborateurs, dont DJ Dahi, le producteur expérimenté Ludwig Göransson, Chukwudi Hodge, Kurtis McKenzie et James Francies, Jr.
La plupart des titres de l'album font référence à l'heure à laquelle ils apparaissent sur l'album ; par exemple, 32.22 apparaît à 32 minutes et 22 secondes. Le single promotionnel de 2018, Feels Like Summer, apparaît sur l'album sous le titre 42.26. L'album est salué par la critique, en particulier pour l'écriture de Glover et les thèmes de l'album.
Le 8 mai 2024, 3.15.20 est retiré de certains services de streaming avant la sortie d'Atavista, une version retravaillée de l'album. Atavista sort cinq jours plus tard, le 13 mai,,.

## Contexte
En 2017, Donald Glover, lors d'une performance en direct, révéle qu'il prévoit de retirer le nom de scène Childish Gambino, déclarant au public du Governors Ball Music Festival : « Je vous verrai pour le dernier album de Gambino ». Après quelques différends avec Glassnote, il signe avec RCA Records en janvier 2018,. En mai 2018, il crée deux chansons intitulées Saturday et This Is America tout en se produisant à la fois comme hôte et invité musical de l'émission Saturday Night Live. Ce dernier et son clip politique sont devenus viraux, remportant un large succès et acclamés par la critique, lui donnant sa première chanson à atteindre le rang de n°1 du Billboard Hot 100,.
En juillet 2018, Donald Glover sort l'EP Summer Pack contenant les chansons Summertime Magic et Feels Like Summer, dont la première est étiquetée comme étant le premier single de son quatrième album studio. Plus tard dans l'année, il donne des concerts durant la tournée This Is America et annonce lors de son premier concert à Atlanta que cette tournée sera sa dernière. Les personnes qui ont acheté des billets pour la tournée ont reçu des démos inachevées exclusives des chansons Algorhythm et All Night avant les dates de la tournée. Au cours de sa tournée, il crée également de nouvelles chansons que l'on croit alors appartenir à son prochain album studio, dont Atavista, 39.28 (alors sans titre) et Human Sacrifice.
Une publicité Google Pixel 3, lancée lors des 61e Grammy Awards annuels, met en vedette Donald Glover et la chanson précédemment teasée Human Sacrifice. Au festival PHAROS 2018 de Glover en Nouvelle-Zélande, il montre pour la première fois 32.22 (alors intitulé Warlords) et montre une bande-annonce de son film musical Guava Island. La chanson et le film ont fait leurs débuts le week-end de la performance en tête d'affiche de Glover à Coachella en 2019 ,. Le film musical Guava Island contient plusieurs chansons inédites, dont Time, Die with You et Saturday, faisant allusion à leur inclusion de l'album.

## Promotion
Tôt le matin du 15 mars 2020, le site web donaldgloverpresents.com est diffusé et promu sur les médias sociaux par des personnes liées à Glover et à son management. Le site web présente une collection de chansons, y compris quelques titres déjà joués et annoncés, jouant en direct sur une boucle qui a ensuite été retirée 12 heures plus tard. En outre, le site Web affiche des illustrations promotionnelles, qui semblent être un concept esquissé pour la pochette de l'EP. Quelques jours après la fin du stream, le site web affiche un compte à rebours qui avait prévu de se terminer une semaine après le stream d'origine.
À la fin du compte à rebours, le site web est mis à jour avec les mêmes chansons en boucle et une note manuscrite de Glover sur ses inspirations derrière l'album. En même temps, la collection de chansons précédemment diffusée en streaming est sortie sur les services de streaming en tant que 3.15.20, le quatrième album studio de Glover. L'album est sorti sous la forme d'un album de 12 titres avec comme artiste Childish Gambino, ainsi qu'une version continue sous le nom d'artiste Donald Glover Presents.

## Réception critique
Chez Metacritic, qui attribue une note normalisée sur 100 aux reviews des publications grand public, 3.15.20 reçoit une note moyenne de 86, sur la base de neuf critiques, indiquant une « reconnaissance universelle ». Agrégateur AnyDecentMusic? lui a donné 8,3 sur 10, sur la base de leur évaluation du consensus critique.
Le critique d'AllMusic Tim Sendra,écrit dans sa review que «l'album de Childish Gambino 3.15.20 est un voyage « extensif et hallucinant qui ne fait jamais le pas attendu ». Il poursuit en comparant l'album au travail d'autres artistes, déclarant que « le résultat final est un disque stimulant, accrocheur, mystérieux et étrange qui semble avoir été construit à partir de morceaux laissés par une collision entre Outkast, David Bowie, Sly and the Family Stone et Prince ». Tim Sendra termine sa review en déclarant que 3.15.20 est le « deuxième album de Childish Gambino classique, intemporel et opportun ». Écrivant pour Consequence of Sound, Okla Jones a fait l'éloge de l'album, déclarant que « la volonté de Glover d'expérimenter différents sons et harmonies prouve que les choses étrangères ou inconnues n'ont pas à être craintes, mais embrassées . Non, comme dans la vie, il y a de la beauté dans l'incertitude ». Tout en faisant l'éloge de l'écriture des chansons de Glover et des caractéristiques de 3.15.20, Okla Jones critique la production et les voix sur quelques-unes des pistes de l'album.
Critique de The Guardian Dean Van Nguyen acclame l'album, en disant que « L'acteur, comédien et musicien Donald Glover a fait le premier album vraiment exceptionnel de la décennie, contenant des examens culturels avec des moments de légèreté douce ». Nguyen déclare en outre que les thèmes de l'album correspondaient aux insécurités actuelles de la pandémie du coronavirus 2019-2020, affirmant que « la perturbation causée par le coronavirus nous oblige à nous interroger sur la solidité des fondements de la civilisation. Glover n'aurait jamais pu voir la pandémie arriver quand il enregistrait l'album, mais à une époque où une grande partie de ce que nous pensions fort était faible - ce que nous pensions éternel est potentiellement éphémère - 3.15.20 capture l'insécurité de la réalité vécue et la l'humanité qui définit vraiment notre existence ». Sam Moore de NME donne à l'album une critique favorable, saluant en particulier la décision de Glover de soulever des questions plus privées sur l'album, se référant à la chanson 47.48. Moore a écrit que « le groove roulant de 47 .48 est un autre point fort: les proclamations de Glovers sur les aspects violents et injustes de la société («petits garçons jouant aux alentours abattus») finissent par disparaître pour une perspective plus optimiste pour l'avenir comme Glover interagit doucement avec son jeune fils Legend sur les gens qu'ils aiment chacun ». Moore a poursuivi en disant que « la volonté de Glover de partager un moment aussi franc sur le disque est particulièrement intéressante étant donné sa tendance passée à garder sa vie privée largement hors ligne, et peut être un signe que la star commence à baisser sa garde tandis que le monde extérieur continue d'essayer de s'introduire ».
Certaines critiques sont plus mitigées. Debbie Ijaduola de Clash compare défavorablement l'album aux efforts précédents de Childish Gambino, déclarant que « Manquant la forte poussée narrative si apparente sur ses précédents albums [de Glover], le projet est incroyablement décevant. D'après ce à quoi ça ressemble, il semblerait qu'il y ait une raison pour laquelle il a dit qu'il quittait l'industrie de la musique ». Cependant, Ijaduola a souligné les chansons Algorhythm, 42.26 et 47.48 comme les morceaux les plus agréables de l'album. Le critique de Pitchfork Paul A. Thompson, a déclaré que « 3.15.20 est parsemé de petits crochets et de grandes idées qui servent de leurres. Ses largesses spirituelles sont alourdies par des impulsions portées à mi-chemin vers leurs points limites et des moments de prétention frustrante ». Thompson, comme d'autres chroniqueurs, a fait l'éloge de la chanson 47.48, affirmant que le morceau « sonne comme un groupe maison enfermé; les paroles parlent en fait d'une violence écrasante et omniprésente, et la tension hypnotise. Cette chanson se termine par une conversation entre Glover et son jeune fils sur l'amour plus doux qu'il n'y paraît sur le papier, effrayant étant donné la juxtaposition ».

## Liste des pistes
Les crédits sont adaptés de Tidal.
| 3.15.20 track listing – Childish Gambino | 3.15.20 track listing – Childish Gambino           | 3.15.20 track listing – Childish Gambino | 3.15.20 track listing – Childish Gambino              | 3.15.20 track listing – Childish Gambino | 3.15.20 track listing – Childish Gambino | 3.15.20 track listing – Childish Gambino | 3.15.20 track listing – Childish Gambino | 3.15.20 track listing – Childish Gambino | 3.15.20 track listing – Childish Gambino |
| No                                       | Titre                                              | Auteur | Producteur(s)                                         | Durée                                    |                                          |                                          |                                          |                                          |                                          |
| ---------------------------------------- | -------------------------------------------------- | --- | ----------------------------------------------------- | ---------------------------------------- | ---------------------------------------- | ---------------------------------------- | ---------------------------------------- | ---------------------------------------- | ---------------------------------------- |
| 1.                                       | 0.00                                               | - Donald Glover - James Francies, Jr. - Denise Renee | D. Glover                                             | 2:59                                     |                                          |                                          |                                          |                                          |                                          |
| 2.                                       | Algorhythm                                         | - D. Glover - Dacoury Natche - Eyobed Getachew - Riley Mackin - Kurtis McKenzie - Ely Rise - Keir Gist - Reneé Neufville - Abdullah Bahr - Leon Ware - Zane Grey | - D. Glover - DJ Dahi - EY                            | 3:32                                     |                                          |                                          |                                          |                                          |                                          |
| 3.                                       | Time (featuring Ariana Grande.)                    | - D. Glover - Natche - Ludwig Göransson - Ariana Grande - Chukwudi Hodge - Sarah Aarons                                                                          | - D. Glover - DJ Dahi - Göransson - Hodge - Jai Paul* | 6:07                                     |                                          |                                          |                                          |                                          |                                          |
| 4.                                       | 12.38 (featuring 21 Savage, Ink, and Kadhja Bonet) | - D. Glover - Natche - Shéyaa Bin Abraham-Joseph - Atia Boggs - Kadhja Bonet                                                                                     | - D. Glover - DJ Dahi                                 | 6:32                                     |                                          |                                          |                                          |                                          |                                          |
| 5.                                       | 19.10                                              | - D. Glover - Natche - Göransson - Hodge - Kurtis McKenzie - Francies                                                                                            | - D. Glover - DJ Dahi - Göransson - Hodge - McKenzie  | 5:08                                     |                                          |                                          |                                          |                                          |                                          |
| 6.                                       | 24.19                                              | - D. Glover - Natche - Carlos Muñoz | - D. Glover - DJ Dahi                                 | 7:59                                     |                                          |                                          |                                          |                                          |                                          |
| 7.                                       | 32.22                                              | - D. Glover - Natche - Göransson - Hodge - McKenzie - Francies                                                                                                   | - D. Glover - DJ Dahi - Göransson - Hodge - McKenzie  | 3:12                                     |                                          |                                          |                                          |                                          |                                          |
| 8.                                       | 35.31                                              | - D. Glover - Natche - Erwin Henderson, Jr. - Curtis Kirk - Peaches Monroee - Sam Sugarman                                                                       | DJ Dahi                                               | 3:56                                     |                                          |                                          |                                          |                                          |                                          |
| 9.                                       | 39.28                                              | - D. Glover - Francies - Mackin | - D. Glover - Francies - Mackin                       | 2:59                                     |                                          |                                          |                                          |                                          |                                          |
| 10.                                      | 42.26                                              | - D. Glover - Göransson | - D. Glover - Göransson                               | 5:21                                     |                                          |                                          |                                          |                                          |                                          |
| 11.                                      | 47.48                                              | - D. Glover - Natche - Göransson - Hodge - Legend Glover | - D. Glover - DJ Dahi - Göransson - Hodge             | 6:00                                     |                                          |                                          |                                          |                                          |                                          |
| 12.                                      | 53.49                                              | - D. Glover - Natche - Francies | - D. Glover - DJ Dahi - Francies                      | 3:55                                     |                                          |                                          |                                          |                                          |                                          |
| 57:44                                    |                                                    | |                                                       |                                          |                                          |                                          |                                          |                                          |                                          |

| Donald Glover Presents track listing – Donald Glover | Donald Glover Presents track listing – Donald Glover | Donald Glover Presents track listing – Donald Glover | Donald Glover Presents track listing – Donald Glover | Donald Glover Presents track listing – Donald Glover | Donald Glover Presents track listing – Donald Glover | Donald Glover Presents track listing – Donald Glover | Donald Glover Presents track listing – Donald Glover | Donald Glover Presents track listing – Donald Glover | Donald Glover Presents track listing – Donald Glover |
| No                                                   | Titre                                                | Durée                                                |                                                      |                                                      |                                                      |                                                      |                                                      |                                                      |                                                      |
| ---------------------------------------------------- | ---------------------------------------------------- | ---------------------------------------------------- | ---------------------------------------------------- | ---------------------------------------------------- | ---------------------------------------------------- | ---------------------------------------------------- | ---------------------------------------------------- | ---------------------------------------------------- | ---------------------------------------------------- |
| 1.                                                   | 3.15.20                                              | 57:44                                                |                                                      |                                                      |                                                      |                                                      |                                                      |                                                      |                                                      |
| 57:44                                                |                                                      |                                                      |                                                      |                                                      |                                                      |                                                      |                                                      |                                                      |                                                      |

Sample credits :
- Algorhythm contient des extraits de Hey Mr. DJ, écrits par Anthony Bahr, Kier Gist, Leon Ware, René Neufville et Zane Gray, et interprétés par Zhané.

## Personnel
Crédits adaptés de Tidal

### Musiciens
- Childish Gambino – voix
- Ariana Grande – voix (3)
- 21 Savage – voix (4)
- Atia "Ink" Boggs – voix (4)
- Kadhja Bonet – voix (4)
- James Francies, Jr. – claviers (1, 5, 9, 12), synthétiseur (4, 7, 11), clavecin (6), orgue (6)
- Ely Rise – claviers (2-4, 8)
- Brent Jones – voix additionnelle (2, 3, 7)
- The Best Life Singers – voix additionnelles (2-3, 7)
- Legend Glover – voix additionnelle (11)
- The Denise Renee Choir – voix additionnelle (12)
- Chukwudi Hodge – batterie (3, 4, 7), cloches (7)
- Kurtis McKenzie – batterie (4)
- Nate Smith – batterie (12)
- Loshendrix – guitare (6)
- Ludwig Göransson – basse (11), guitare (11)
- Elena Pinderhughes – flûte (11)
- Dani Markham - percussion

### Production
- Donald Glover – production (tout sauf 8), ingénieur de mixage (track 10)
- DJ Dahi – production (all exc. 1, 9-10)
- Loshendrix – production (6)
- Ludwig Göransson – production (3, 5, 7, 10-11)
- EY – production (2)
- Chukwudi Hodge – production (3, 5, 7, 11)
- Kurtis Mckenzie – production (5, 7)
- Jamies Francies, Jr. – production (9, 12)
- Jai Paul – production additionnelle (3)
- Riley Mackin – ingénierie du mixage, ingénierie du son, production additionnelle (12)
- Ruben Rivera – ingénieur du son (2)
- Kyle Stephens – ingénieur du son (3)
- Mike Bozzi – Superviseur musical (3)

## Classements
| Classement (2020)             | Meilleure position |
| ----------------------------- | ------------------ |
| Australie (ARIA)              | 11                 |
| Belgique (Flandre Ultratop)   | 24                 |
| Belgique (Wallonie Ultratop)  | 112                |
| États-Unis (Billboard 200)    | 13                 |
| France (SNEP)                 | 75                 |
| Pays-Bas (Mega Album Top 100) | 60                 |
| Royaume-Uni (UK Albums Chart) | 20                 |
| Suisse (Schweizer Hitparade)  | 45                 |